# 스기모토초역
스기모토초역(일본어: 杉本町駅, すぎもとちょうえき 스기모토초에키[*])은 일본 오사카부 오사카시 스미요시구에 위치한 서일본 여객철도의 역이다. 인근에 오사카 시립대학이 있어 오사카시리쓰다이가쿠마에(일본어: 大阪市立大学前 오사카 시립대학 앞[*])라는 부역명을 가지고 있다.

## 역 구조
쌍섬식 승강장으로 2면 4선의 지상역이며 각종 쾌속 및 특급 열차의 대피가 이루어지는 역이다. 역사는 상행선 서쪽 덴노지 방면에 있으며 각 승강장과는 과선교로 연결되어 있다.
이코카 및 제휴 교통카드의 사용이 가능하며 서일본 여객철도 지정 특정도구시내 제도에 의한 '오사카 시내'에 속하는 역으로서는 한와 선 내 최남단에 위치해 있다.

### 승강장
| 1 | ■ 한와 선 | 통과선                               |
| 2 | ■ 한와 선 | 덴노지 · 오사카 방면                 |
| 3 | ■ 한와 선 | 통과선                               |
| 4 | ■ 한와 선 | 오토리 · 간사이 공항 · 와카야마 방면 |

## 역사
- 1929년 7월 18일: 한와 전기 철도 한와텐노지 ~ 이즈미후추 간의 개업과 동시에 신설되었다.
- 1940년 12월 1일: 회사 간 인수 합병에 따라 난카이 전기 철도 야마테 선의 소속이 되었다.
- 1944년 5월 1일: 국유화에 따라 일본국유철도의 소속이 됨과 동시에 역으로 승격하였다.
- 1952년 9월 1일 ~ 2009년 3월 31일: 간사이 본선 야오 ~ 한와 선 스기모토초 간의 화물 지선이 영업되었다.
- 1987년 4월 1일: 민영화에 따라 서일본 여객철도의 소속이 되었다.
- 2003년 11월 1일: 이코카의 사용이 개시되었다.

## 인접정차역
| 서일본 여객철도 한와 선 | 서일본 여객철도 한와 선 | 서일본 여객철도 한와 선 |
| ----------------------- | ----------------------- | ----------------------- |
| 아비코초 덴노지 방면    | ■ 한와 선 보통          | 아사카 와카야마 방면    |